# 1921 en mathématiques
| Années des mathématiques : 1918 - 1919 - 1920 - 1921 - 1922 - 1923 - 1924    |
| Décennies des mathématiques : 1890 - 1900 - 1910 - 1920 - 1930 - 1940 - 1950 |

Cet article présente les faits marquants de l'année 1921 en mathématiques.

## Évènements
- Le mathématicien américain Marston Morse redécouvre la suite de Prouhet-Thue-Morse et l'applique en géométrie différentielle[1].

## Naissances
- 3 janvier : 
  - Isabella Bashmakova (morte en 2005), mathématicienne et historienne des mathématiques russe.
  - Jean-Louis Koszul (mort en 2018), mathématicien français.
- 4 février : Lotfi Zadeh (mort en 2017), mathématicien azerbaïdjanais.
- 12 février : Kathleen Antonelli (morte en 2006), mathématicienne et informaticienne irlando-américaine.
- 20 février : Boris Trakhtenbrot (mort en 2016), informaticien théoricien, logicien et mathématicien roumain, soviétique, devenu israélien.
- 2 mars : Vitold Belevitch (mort en 1999), mathématicien et ingénieur électricien belge d'origine russe.
- 4 mars : Jane Fawcett (morte en 2016), mathématicienne et cryptologue britannique.
- 6 mars : Akiva Yaglom (mort en 2007), physicien, mathématicien, statisticien et météorologiste soviétique.
- 11 mars : Frank Harary (mort en 2005), mathématicien américain.
- 20 mars : Alfréd Rényi (mort en 1970), mathématicien hongrois.
- 31 mars : Martin Hugo Löb (mort en 2006), mathématicien allemand.
- 7 avril : Frank Proschan (mort en 2003), mathématicien et statisticien américain.
- 9 avril : Mary Jackson (morte en 2005), mathématicienne et ingénieure en aérospatial américaine.
- 11 avril : Leo Moser (mort en 1970), mathématicien austro-canadien.
- 17 avril : 
  - Chike Obi (mort en 2008), homme politique et mathématicien nigérian.
  - Raymond Redheffer (mort en 2005), mathématicien américain.
- 25 avril : James Oldroyd (mort en 1982), mathématicien britannique.
- 2 mai : Walter Rudin (mort en 2010), mathématicien américain.
- 18 mai : Olgierd Zienkiewicz (mort en 2009), mathématicien britannique.
- 20 ou 21 mai : Wang Hao (mort en 1995), logicien, philosophe et mathématicien sino-américain.
- 30 mai : Maria Hasse (morte en 2014), mathématicienne allemande.
- 11 juin : Rodney Hill (mort en 2011), ingénieur et mathématicien britannique.
- 1er juillet : Deborah Tepper Haimo (morte en 2007), mathématicienne américaine.
- 8 août : Edwin Spanier (mort en 1996), mathématicien américain.
- 13 août : Donald Dines Wall (mort en 2000), mathématicien américain.
- 26 août : Shimshon Amitsur (mort en 1994), mathématicien israélien.
- 12 septembre : Pierre Samuel (mort en 2009), mathématicien français.
- 25 septembre : Robert C. Prim, mathématicien et informaticien américain.
- 1er octobre : Roger Godement (mort en 2016), mathématicien français.
- 9 octobre : Michel Hervé (mort en 2011), mathématicien français.
- 4 novembre : Andrew M. Gleason (mort en 2008), mathématicien américain.
- 8 décembre : Frédérique Lenger (morte en 2005), mathématicienne et pédagogue belge.
- 13 décembre : David Gale (mort en 2008), mathématicien et économiste américain.
- 21 décembre : Edith Hirsch Luchins (morte en 2002), mathématicienne américaine.
- 26 décembre : Imre Tóth (mort en 2010), philosophe, mathématicien et historien des sciences roumain.

## Décès
- 22 janvier : Georges Humbert (né en 1859), mathématicien français.
- 24 janvier : Susan Jane Cunningham (née en 1842), mathématicienne américaine.
- 30 novembre : Hermann Amandus Schwarz (né en 1843), mathématicien allemand.
- 13 décembre : Max Noether (né en 1844), mathématicien allemand.
- 15 décembre : Leo Königsberger (né en 1837), mathématicien allemand.
- 16 décembre : Georges Simart (né en 1846), mathématicien et capitaine de frégate français.
- 28 décembre : Carl Kostka (né en 1846), mathématicien polonais.